# Campeonato FIBA Américas de 1989
El Campeonato FIBA Américas de 1989 fue la 4.ª edición del campeonato de baloncesto del continente americano y se celebró del 8 al 18 de junio de 1989 en la Ciudad de México, México. Este torneo otorgó cinco plazas para el Campeonato Mundial de Baloncesto de 1990 en Argentina.
Puerto Rico ganó su segundo título al derrotar a Estados Unidos por 88-80 en la final del torneo.

## Equipos participantes
| Norteamericana        | Centroamérica y el Caribe                           | Sudamérica                                  |
| --------------------- | --------------------------------------------------- | ------------------------------------------- |
| Canadá Estados Unidos | Cuba México Panamá Puerto Rico República Dominicana | Argentina Brasil Ecuador Paraguay Venezuela |

## Grupos
Los grupos quedaron conformados de la siguiente manera:
| Grupo A              | Grupo B   |
| -------------------- | --------- |
| Cuba                 | Argentina |
| Estados Unidos       | Brasil    |
| México               | Canadá    |
| Panamá               | Ecuador   |
| Puerto Rico          | Paraguay  |
| República Dominicana | Venezuela |

## Primera ronda

### Grupo A
| # | Equipo               | PJ | G | P | PE  | PP  | Dif | Pts |
| - | -------------------- | -- | - | - | --- | --- | --- | --- |
| 1 | Puerto Rico          | 5  | 4 | 1 | 495 | 447 | +48 | 9   |
| 2 | Estados Unidos       | 5  | 4 | 1 | 523 | 480 | +43 | 9   |
| 3 | República Dominicana | 5  | 4 | 1 | 485 | 466 | +19 | 9   |
| 4 | Cuba                 | 5  | 2 | 3 | 450 | 449 | +1  | 7   |
| 5 | México               | 5  | 1 | 4 | 453 | 476 | -23 | 6   |
| 6 | Panamá               | 5  | 0 | 5 | 432 | 520 | -88 | 5   |

| Fecha               |                      | Resultado |                      | Lugar                    |
| ------------------- | -------------------- | --------- | -------------------- | ------------------------ |
| 8 de junio de 1989  | República Dominicana | 116 - 108 | Estados Unidos       | Ciudad de México, México |
| 8 de junio de 1989  | Puerto Rico          | 104 - 83  | Panamá               | Ciudad de México, México |
| 8 de junio de 1989  | Cuba                 | 89 - 88   | México               | Ciudad de México, México |
| 9 de junio de 1989  | República Dominicana | 85 - 77   | Cuba                 | Ciudad de México, México |
| 9 de junio de 1989  | México               | 98 - 88   | Panamá               | Ciudad de México, México |
| 9 de junio de 1989  | Estados Unidos       | 105 - 92  | Puerto Rico          | Ciudad de México, México |
| 10 de junio de 1989 | Puerto Rico          | 97 - 88   | México               | Ciudad de México, México |
| 10 de junio de 1989 | Estados Unidos       | 95 - 92   | Cuba                 | Ciudad de México, México |
| 10 de junio de 1989 | República Dominicana | 105 - 84  | Panamá               | Ciudad de México, México |
| 11 de junio de 1989 | Puerto Rico          | 101 - 98  | Cuba                 | Ciudad de México, México |
| 11 de junio de 1989 | República Dominicana | 106 - 96  | México               | Ciudad de México, México |
| 11 de junio de 1989 | Estados Unidos       | 119 - 97  | Panamá               | Ciudad de México, México |
| 12 de junio de 1989 | Puerto Rico          | 101 - 73  | República Dominicana | Ciudad de México, México |
| 12 de junio de 1989 | Cuba                 | 94 - 80   | Panamá               | Ciudad de México, México |
| 12 de junio de 1989 | Estados Unidos       | 96 - 83   | México               | Ciudad de México, México |

### Grupo B
| # | Equipo    | PJ | G | P | PE  | PP  | Dif  | Pts |
| - | --------- | -- | - | - | --- | --- | ---- | --- |
| 1 | Brasil    | 5  | 5 | 0 | 572 | 429 | +143 | 10  |
| 2 | Venezuela | 5  | 4 | 1 | 549 | 488 | +61  | 9   |
| 3 | Canadá    | 5  | 3 | 2 | 447 | 423 | +24  | 8   |
| 4 | Argentina | 5  | 2 | 3 | 480 | 469 | +11  | 7   |
| 5 | Paraguay  | 5  | 1 | 4 | 417 | 529 | -112 | 6   |
| 6 | Ecuador   | 5  | 0 | 5 | 394 | 521 | -127 | 5   |

| Fecha               |           | Resultado |           | Lugar                    |
| ------------------- | --------- | --------- | --------- | ------------------------ |
| 8 de junio de 1989  | Brasil    | 131 - 90  | Paraguay  | Ciudad de México, México |
| 8 de junio de 1989  | Argentina | 103 - 71  | Ecuador   | Ciudad de México, México |
| 8 de junio de 1989  | Venezuela | 99 - 78   | Canadá    | Ciudad de México, México |
| 9 de junio de 1989  | Venezuela | 110 - 89  | Ecuador   | Ciudad de México, México |
| 9 de junio de 1989  | Argentina | 106 - 85  | Paraguay  | Ciudad de México, México |
| 9 de junio de 1989  | Brasil    | 101 - 85  | Canadá    | Ciudad de México, México |
| 10 de junio de 1989 | Paraguay  | 91 - 87   | Ecuador   | Ciudad de México, México |
| 10 de junio de 1989 | Brasil    | 131 - 99  | Venezuela | Ciudad de México, México |
| 10 de junio de 1989 | Canadá    | 93 - 83   | Argentina | Ciudad de México, México |
| 11 de junio de 1989 | Brasil    | 119 - 74  | Ecuador   | Ciudad de México, México |
| 11 de junio de 1989 | Canadá    | 94 - 67   | Paraguay  | Ciudad de México, México |
| 11 de junio de 1989 | Venezuela | 130 - 106 | Argentina | Ciudad de México, México |
| 12 de junio de 1989 | Canadá    | 98 - 73   | Ecuador   | Ciudad de México, México |
| 12 de junio de 1989 | Brasil    | 90 - 82   | Argentina | Ciudad de México, México |
| 12 de junio de 1989 | Venezuela | 111 - 84  | Paraguay  | Ciudad de México, México |

## Ronda eliminatoria
|  | Cuartos de final     | Cuartos de final    |                     |           | Semifinales  | Semifinales  |  |  | Final               | Final |
|  |                      |                     |                     |           |              |              |  |  |                     |       |
|  | 14 de junio de 1989  |                     |                     |           |              |              |  |  |                     |       |
|  |                      |                     |                     |           |              |              |  |  |                     |       |
|  | Puerto Rico          | 94                  |                     |           |              |              |  |  |                     |       |
|  | Puerto Rico          | 94                  | 17 de junio de 1989 |           |              |              |  |  |                     |       |
|  | Argentina            | 89                  |                     |           |              |              |  |  |                     |       |
|  | Argentina            | 89                  | Puerto Rico         | 94        |              |              |  |  |                     |       |
|  | 14 de junio de 1989  |                     | Puerto Rico         | 94        |              |              |  |  |                     |       |
|  |                      | Venezuela           | 91                  |           |              |              |  |  |                     |       |
|  | Venezuela            | Venezuela           | 91                  | 109       |              |              |  |  |                     |       |
|  | Venezuela            |                     | 18 de junio de 1989 | 109       |              |              |  |  |                     |       |
|  | República Dominicana | 102                 |                     |           |              |              |  |  |                     |       |
|  | República Dominicana | 102                 | Puerto Rico         | 88        |              |              |  |  |                     |       |
|  | 15 de junio de 1989  |                     | Puerto Rico         | 88        |              |              |  |  |                     |       |
|  |                      | Estados Unidos      | 80                  |           |              |              |  |  |                     |       |
|  | Estados Unidos       | Estados Unidos      | 80                  | 75        |              |              |  |  |                     |       |
|  | Estados Unidos       | 17 de junio de 1989 |                     | 75        |              |              |  |  |                     |       |
|  | Canadá               | 73                  |                     |           |              |              |  |  |                     |       |
|  | Canadá               | 73                  | Estados Unidos      | 99        | Tercer lugar | Tercer lugar |  |  |                     |       |
|  | 15 de junio de 1989  |                     | Estados Unidos      | 99        |              |              |  |  |                     |       |
|  |                      | Brasil              | 96                  |           |              |              |  |  |                     |       |
|  | Brasil               | Brasil              | 96                  | 104       | Brasil       | 158          |  |  |                     |       |
|  | Brasil               |                     |                     | 104       | Brasil       | 158          |  |  |                     |       |
|  | Cuba                 | 89                  |                     | Venezuela | 124          |              |  |  |                     |       |
|  | Cuba                 | 89                  |                     |           | 124          |              |  |  |                     |       |
|  |                      |                     |                     |           |              |              |  |  | 18 de junio de 1989 |       |
|  |                      |                     |                     |           |              |              |  |  |                     |       |

|  | Eliminatoria del 5º al 8º | Eliminatoria del 5º al 8º |     |                     | Partido por el 5º lugar | Partido por el 5º lugar |  |
|  |                           |                           |     |                     |                         |                         |  |
|  | 16 de junio de 1989       |                           |     |                     |                         |                         |  |
|  | Argentina                 | 85                        |     |                     |                         |                         |  |
|  | Canadá                    | 89                        |     |                     |                         |                         |  |
|  |                           |                           |     |                     |                         |                         |  |
|  |                           |                           |     |                     | 18 de junio de 1989     |                         |  |
|  |                           |                           |     |                     | República Dominicana    | 84                      |  |
|  |                           | Canadá                    | 108 |                     |                         |                         |  |
|  |                           |                           |     |                     |                         |                         |  |
|  |                           |                           |     |                     |                         |                         |  |
|  |                           |                           |     |                     | Partido por el 7º lugar |                         |  |
|  | 16 de junio de 1989       | 16 de junio de 1989       |     | 18 de junio de 1989 | 18 de junio de 1989     |                         |  |
|  | República Dominicana      | 89                        |     | Argentina           | 81                      |                         |  |
|  | Cuba                      | 86                        |     |                     | Cuba                    | 88                      |  |

### Cuartos de final
| Fecha               |                | Resultado |                      | Lugar                    |
| ------------------- | -------------- | --------- | -------------------- | ------------------------ |
| 14 de junio de 1989 | Venezuela      | 109 - 102 | República Dominicana | Ciudad de México, México |
| 14 de junio de 1989 | Puerto Rico    | 94 - 89   | Argentina            | Ciudad de México, México |
| 15 de junio de 1989 | Brasil         | 104 - 89  | Cuba                 | Ciudad de México, México |
| 15 de junio de 1989 | Estados Unidos | 75 - 73   | Canadá               | Ciudad de México, México |

### Partido de clasificación 5º-8º
| Fecha               |                      | Resultado |           | Lugar                    |
| ------------------- | -------------------- | --------- | --------- | ------------------------ |
| 16 de junio de 1989 | Canadá               | 89 - 86   | Cuba      | Ciudad de México, México |
| 16 de junio de 1989 | República Dominicana | 89 - 85   | Argentina | Ciudad de México, México |

### Séptimo lugar
| Fecha               |        | Resultado |                      | Lugar                    |
| ------------------- | ------ | --------- | -------------------- | ------------------------ |
| 18 de junio de 1989 | Canadá | 108 - 84  | República Dominicana | Ciudad de México, México |

### Quinto lugar
| Fecha               |      | Resultado |           | Lugar                    |
| ------------------- | ---- | --------- | --------- | ------------------------ |
| 18 de junio de 1989 | Cuba | 88 - 81   | Argentina | Ciudad de México, México |

### Semifinales
| Fecha               |                | Resultado |           | Lugar                    |
| ------------------- | -------------- | --------- | --------- | ------------------------ |
| 17 de junio de 1989 | Puerto Rico    | 94 - 91   | Venezuela | Ciudad de México, México |
| 17 de junio de 1989 | Estados Unidos | 99 - 96   | Brasil    | Ciudad de México, México |

### Tercer lugar
| Fecha               |        | Resultado |           | Lugar                    |
| ------------------- | ------ | --------- | --------- | ------------------------ |
| 18 de junio de 1989 | Brasil | 158 - 124 | Venezuela | Ciudad de México, México |

### Final
| Fecha               |             | Resultado |                | Lugar                    |
| ------------------- | ----------- | --------- | -------------- | ------------------------ |
| 18 de junio de 1989 | Puerto Rico | 88 - 80   | Estados Unidos | Ciudad de México, México |

| Campeón Puerto Rico |
| Segundo título      |

## Posiciones finales
| Posición          | Equipo               | Récord |
| ----------------- | -------------------- | ------ |
| Medalla de oro    | Puerto Rico          | 7-1    |
| Medalla de plata  | Estados Unidos       | 6-2    |
| Medalla de bronce | Brasil               | 7-1    |
| 4                 | Venezuela            | 5-3    |
| 5                 | Canadá               | 5-3    |
| 6                 | República Dominicana | 5-3    |
| 7                 | Cuba                 | 3-5    |
| 8                 | Argentina            | 2-6    |
| 9                 | México               | 1-4    |
| 10                | Paraguay             | 1-4    |
| 11                | Panamá               | 0-5    |
| 12                | Ecuador              | 0-5    |

|  | Clasificados al Campeonato Mundial de 1990.                |
|  | Clasificados al Campeonato Mundial de 1990 como anfitrión. |